# Kaplica Zadzika na Wawelu
Kaplica biskupa Jakuba Zadzika, zwana także Kościeleckich, pod wezwaniem św. Jana Chrzciciela – jedna z dziewiętnastu kaplic katedry wawelskiej. Znajduje się w południowym ramieniu ambitu, pomiędzy kaplicami Konarskiego a Jana Olbrachta.

## Historia
Kaplicę wzniesiono w połowie XIV w. W 1. ćwierci XVI w. przebudowano ją na kaplicę grobową dla podskarbiego koronnego Andrzeja Kościeleckiego (zm. [1515]. Testamentem z 1640 r. bp. Jakub Zadzik legował 5000 florenów na przebudowę obiektu, jednak nie ustalił miejsca swego spoczynku. Zadzika pochowano w owej kaplicy po jego śmierci w 1642 r. O pozwolenie na przebudowę zgłosił się w 1645 r. do kapituły egzekutor testamentu – kanonik Aleksander Brzeski. Kapituła wyraziła zgodę na odnowę obiektu 19 lipca tego samego roku. Jak się okazało, Zadzik przeznaczył na ten cel 1000 florenów. Wówczas przystąpiono do prac, które ukończono w 1647 r. W czasie prac, w 1645 r. z kaplicy przekazano ołtarz do kościoła w Sieciechowie, natomiast stalle i cyborium do kościoła w Łasku. Od XVII w. w kaplicy tej ubierano przed koronacją królów w strój koronacyjny.

## Architektura

### Wygląd zewnętrzny
Obiekt powstał na rzucie kwadratu nakrytego kopułą. Do budowy wykorzystano gotyckie oraz renesansowe pozostałości. Na zewnątrz elewację pokrywa płycinowa dekoracja geometryczna, wykonana w tynku. Znajdujące się pośrodku okno ujmują umieszczone w narożach pilastry toskańskie, na których wspiera się belkowanie. Zamknięty półkoliście otwór posiada obustronne rozglifienie. Pozbawioną tamburu kopułę pokrywa miedziana blacha z zaznaczonymi gruntami. Zamyka ją latarnia z otworami okiennymi, ujęta wolutami. Całość wieńczy wsparty na kuli pozłacany krzyż.

### Wnętrze

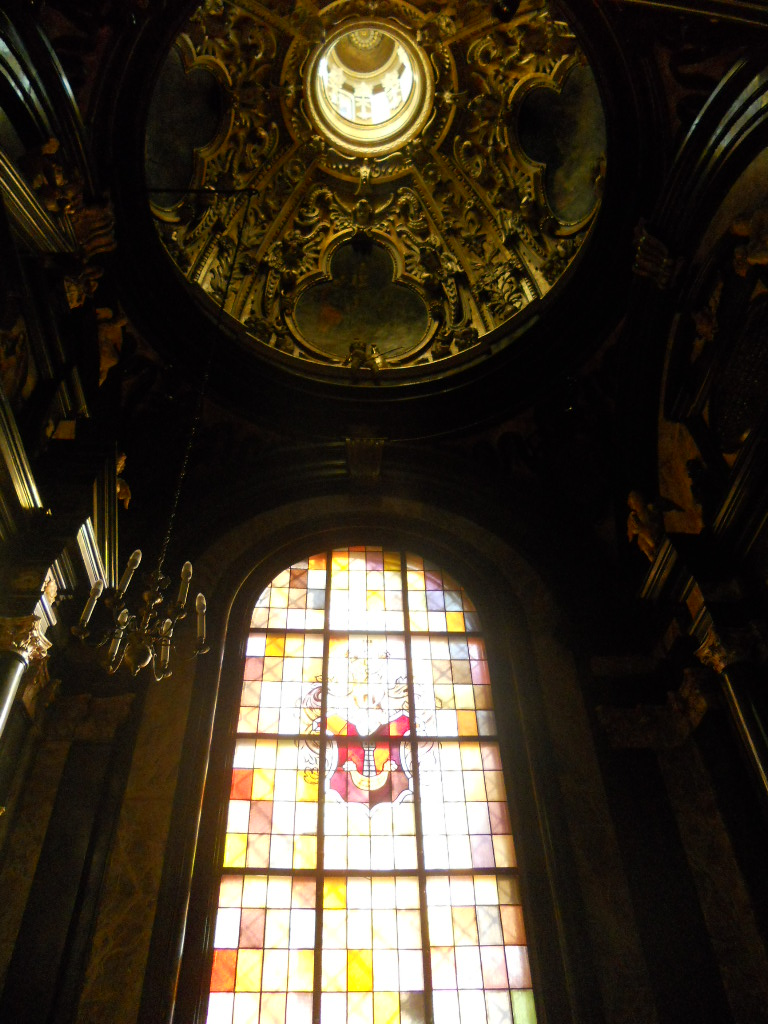
Wnętrze kaplicy

#### Portal
Do kaplicy wiedzie barokowy portal. Półkoliście zamknięty otwór wejściowy flankują dwa pilastry. Na belkowaniu usytuowany jest przerywany przyczółek oraz nasada z owalnym oknem, nad którą widnieje krzyż. Zespół dekoracyjny portalu składa się z aniołów, maszkaronów, lwich głów i pęków owoców.

#### Krata
W odrzwiach umiejscowiona jest ażurowa krata brązowa, wykonana w nieznanym warsztacie gdańskim. Prostokątną część dolną zajmuje bramka, zwieńczona półkolistym tympanonem z emblematem maryjnym, którego ujmują wyobrażenia Chrystusa Salwatora (od lewej) i św. Jakuba Starszego (od prawej). Część górną tworzy tympanon z przedstawieniem herbu Korab, podtrzymywanym przez dwa anioły.

#### Ołtarz
Wnętrze obiektu pokrywają dwubarwne marmury (przeważnie czarny – dębnicki). Pilastry toskańskie zajmują naroża płytkich nisz. Przy ścianie wschodniej wznosi się ołtarz, którego retabulum wykonane jest z czarnego marmuru wraz z wkomponowanymi elementami alabastrowymi. Na impostach spoczywają dwie kolumny, pomiędzy którymi znajduje się obraz Chrzest Chrystusa namalowany w 1834 r. przez Wojciecha Stattlera. Artysta nadał twarzy św. Jana rysy Adama Mickiewicza. Na przełamanym belkowaniu ustawiony jest trójkątny przerwany naczółek. Segmentowy naczółek nakrywa z kolei zwieńczenie, zawierające obraz ukazujący dzieciństwo Jezusa Chrystusa. Po bokach retabulum ujmują woluty, przechodzące w cokoliki. Na nich umieszczono posążki św. Jakuba Starszego i św. Jakuba Młodszego. Ponadto dekoracja składa się z alabastrowych aniołów i główek anielskich.

#### Pomnik nagrobny bp. Zadzika
Przy ścianie zachodniej, naprzeciwko ołtarza, znajduje się pomnik nagrobny bp. Jakuba Zadzika. Na cokole spoczywają postumenty, na których z kolei mieszczą się kolumny, flankujące płytę epitafialną w uszatej ramie. Owalną niszę wypełnia odlane z brązu popiersie zmarłego. Na przełamanym belkowaniu usytuowano nastawę, ujętą figurkami aniołów. Strefę cokołu zajmują główki kobiece, ustawione na impostach. Poniżej płyty inskrypcyjnej widnieje herb Korab, zwieńczony infułą, otoczony ornamentem małżowinowo-chrząstkowym.

#### Wyjście z kaplicy
Przy ścianie północnej umieszczono profilowaną arkadę, flankowaną pilastrami toskańskimi, stanowiącą wyjście z kaplicy. Dekoracja odrzwi przedstawia kwiaty maku i putta. Pendentywy wypełniają herby Dołęga, Korab, Jelita i Rola. Podzieloną na cztery pola czasze kopuły, obramioną gzymsem z czarnego marmuru, wypełniają sceny z życia św. Jana Chrzciciela. Otacza je dekoracja stiukowa, ukazująca główki anielskie, draperie, pęki kwiatowo-owocowe i ornamenty małżowinowo-chrząstkowe.

## Autorstwo
Obecnie nie ma ustalonej oficjalnej wersji co do autorstwa kaplicy, czy nawet konkretnych szczegółów barokowych (np. kraty). Zagadnieniem tym zajął się Michał Rożek w książce Katedra wawelska w XVII wieku. Wielu historyków sztuki przypisuje autorstwo dekoracji rzeźbiarskiej obiektu Sebastianowi Sali, jednak argumenty co do jego pracy nad kaplicy są niepełne i w w/w książce obalane.